# Qazaqstan Temir Zholy
Qazaqstan Temir Zholy (en kazajo: Қазақстан Темiр Жолы; en ruso: Казахстанские железные дороги; traducido al español como "Ferrocarriles Kazajos") es el operador nacional de la red y transporte ferroviario de Kazajistán. La empresa estatal fue fundada por el Gobierno de la República de Kazajistán el 31 de enero de 1997 y tiene su sede en la capital Nur-Sultán.
La red ferroviaria comprende aproximadamente 15.000 km de vía del conocido como ancho soviético (1.520 mm) de los cuales unos 3.000 km se encuentran electrificados a 25 kV. Existen planes de ampliación de red, así como de electrificación de más kilómetros de vía.
La empresa española Talgo posee una sede en el país, donde se construyen y mantienen ramas Talgo VI, que realizan servicios Intercity entre Astana y Almaty.